# Dzwonnica soboru św. Mikołaja w Kalazinie
Dzwonnica soboru św. Mikołaja w Kalazinie – późnoklasycystyczna dzwonnica wzniesiona w końcu XVIII wieku w Kalazinie w Rosji. Jest to jedyny obiekt wchodzący pierwotnie w skład kompleksu starej zabudowy miejskiej, który zachował się po zalaniu większej części terytorium miejscowości przez wody utworzonego w 1939 Zbiornika Uglickiego. W serwisach turystycznych określana jako „zatopiona dzwonnica”.
Dzwonnica została wzniesiona w bezpośrednim sąsiedztwie starszego o 106 lat prawosławnego soboru św. Mikołaja w 1800 w stylu późnoklasycystycznym. Jest w całości ceglana, pięciokondygnacyjna, zdobiona bogatą sztukaterią, zwieńczona cebulastą kopułą, przechodzącą w iglicę z krzyżem. Jej łączna wysokość wynosi 74,5 metra.
W latach 30. XX wieku władze stalinowskie, które wcześniej zamknęły znajdujące się w tej samej dzielnicy cerkwie, planowały przebudować ją na wieżę spadochronową. Ostatecznie w 1939, w czasie budowy retencyjnego Zbiornika Uglickiego, sobór św. Mikołaja został rozebrany, zaś najniższa kondygnacja dzwonnicy zalana wodami powstałego sztucznego jeziora. Wznosząca się ponad poziomem lustra wody dzwonnica jest jedynym śladem dawnego istnienia na zalanym terenie ośrodka miejskiego.
Do końca XX wieku obiekt, niezabezpieczony, znajdował się bezpośrednio na terenie zbiornika. Dopiero po upadku ZSRR wokół dzwonnicy usypano sztuczną wysepkę z kamieni i piasku, która ma chronić budowlę przed działaniem fal. Na dzwonnicy ponownie zawieszono również dzwony; przed rewolucją październikową było ich dwanaście.
22 maja 2007 w dzwonnicy została po raz pierwszy od kilku dziesięcioleci odprawiona Święta Liturgia.